# لامبادا
لامبادا (به پرتغالی: Lambada) () گونه‌ای رقص از پارا، برزیل است. این رقص در دهه ۱۹۸۰ به ویژه در آمریکای لاتین و کشورهای کارائیب به محبوبیت بین‌المللی رسید.

## واژه شناسی
واژهٔ لامبادا به پرتغالی به معنی سیلی قوی یا ضربه است. با این حال، در زبان پرتغالی ممکن است از حرکت موج مانندِ القاء در یک شلاق ریشه داشته باشد.